# День Петра и Павла
День Петра́ и Па́вла или Петро́в день; полное название День святы́х, сла́вных и всехва́льных первоверхо́вных апо́столов Петра́ и Па́вла (др.-греч. Μνήμη τῶν Ἁγίων ἐνδόξων καὶ πανευφήμων Ἀποστόλων καὶ Πρωτοκορυφαίων, Πέτρου καὶ Παύλου.) — христианский праздник в честь святых апостолов Петра и Павла. Празднуется в Русской православной церкви и в других поместных Православных церквях, использующих юлианский календарь, 29 июня (12 июля). В Православных церквях, перешедших на новоюлианский календарь, а также в Католической церкви празднуется 29 июня под названием Торжество святых Апостолов Петра и Павла.
День апостолов Петра и Павла завершает собой Петров пост (сам праздник не входит в число дней этого поста).
День памяти двух апостолов известен со времён раннего христианства и отмечался в Римской империи, как на Востоке, так и на Западе.

## История праздника
Согласно церковному преданию, святые первоверховные апостолы Пётр и Павел приняли святое мученичество в один день — 29 июня по юлианскому календарю. Такую дату мы находим «в дошедших до нас древних календарях: (Римском IV в.; Карфагенском V в.), в мартирологе блаженного Иеронима (IV в.), в сакраментарии папы Григория Великого (VI в.)». Апостол Пётр был распят головой вниз, апостол же Павел, как римский гражданин, не мог быть казнён на кресте, и ему отсекли голову.
Согласно святителю Димитрию Ростовскому, день смерти апостола Павла либо совпадает с днём смерти апостола Петра, либо его смерть произошла ровно через год после распятия апостола Петра (см. врезку ниже). О том, что казнь апостола Петра предшествовала казни апостола Павла сообщает, например, Блаженный Августин (не указывая, впрочем, что эти события разделяет ровно год):
В один день совершаем память страдания обоих Апостолов этих, ибо, хотя они пострадали и в разные дни, но по духу и по близости страданий своих они составляют одно. Пётр предшествовал, Павел же вскоре за ним последовал…
О времени страдания святого Апостола Павла неодинаковы известия у церковных историографов. Никифор Каллист во 2-й книге своей истории, в 36 главе, пишет, что святой Павел пострадал в один год и в один день со святым Апостолом Петром, за волхва Симона, которого одолеть он помогал Петру. Другие же сказывают, что спустя целый год по смерти Петра пострадал Павел в тот же 29 день месяца июня, в который за год пред сим был распят святой Пётр.
Этот праздник также связывают с перенесением мощей апостолов Петра и Павла, которое состоялось в Риме 29 июня 258 года и с тем, что со временем содержание этого события было утрачено, и день 29 июня стал рассматриваться как день общего мученичества святых Петра и Павла.
Около 324 года, при императоре Константине в обеих столицах Римской империи, Риме и Константинополе, были построены первые храмы в честь первоверховных апостолов. С этого времени праздник стал особо значимым, великим, а литургия торжественной. Возвышение праздника не случайно и связывается с тем, что после первых трёх веков гонения на христиан, христианство наконец-то обрело статус легальной (разрешённой) религии, и перед христианской церковью встала задача массового обращения в христианство языческого населения огромной империи. Поэтому служение апостолов, как образец проповеди, вышло на первый план у учителей и отцов церкви. В Православной церкви празднику предшествует Петров пост, что лишний раз подчёркивает его важность в годовом богослужебном круге.

## Богослужебное почитание

### Православная церковь
В православии праздник относится к числу великих праздников. Празднику предшествует Петров пост с понедельника после Недели всех святых по 28 июня (11 июля) включительно. Стихиры праздника были написаны разными гимнографами: Иоанном монахом, Андреем Пирским, Андреем Иерусалимским, Арсением, Германом, Ефремом Кария, Космой монахом; в VIII веке Иоанн Дамаскин написал два канона этого праздника: первый Петру, а второй Павлу.
|                          | На греческом | На церковнославянском (транслитерация) | На русском |
| ------------------------ | --- | --- | --- |
| Тропарь глас 4 (Ἦχος δ') | Οἱ τῶν Ἀποστόλων πρωτόθρονοι, καὶ τῆς Οἰκουμένης διδάσκαλοι, τῷ Δεσπότῃ τῶν ὅλων πρεσβεύσατε, εἰρήνην τῇ οἰκουμένῃ δωρήσασθαι, καὶ ταῖς ψυχαῖς ἡμῶν τὸ μέγα ἔλεος.                                                                     | Апо́столов первопресто́льницы и вселе́нныя учи́телие, Влады́ку всех моли́те мир вселе́нней дарова́ти и душа́м на́шим ве́лию ми́лость.                                                                              | Первенствующие из Апостолов и вселенские учители, Владыку всего молите мир вселенной даровать и душам нашим великую милость                                                                                        |
| Кондак глас 2 (Ἦχος β')  | Τοὺς ἀσφαλεῖς καὶ θεοφθόγγους κήρυκας, τὴν κορυφὴν τῶν Μαθητῶν σου Κύριε, προσελάβου εἰς ἀπόλαυσιν, τῶν ἀγαθῶν σου καὶ ἀνάπαυσιν· τοὺς πόνους γὰρ ἐκείνων καὶ τὸν θάνατον, ἐδέξω ὑπὲρ πᾶσαν ὁλοκάρπωσιν, ὁ μόνος γινώσκων τὰ ἐγκάρδια. | Тве́рдыя и Боговеща́нныя пропове́датели, верх апо́столов Твои́х, Го́споди, прия́л еси́ в наслажде́ние благи́х Твои́х и поко́й: боле́зни бо о́нех и смерть прия́л еси́ па́че вся́каго всепло́дия, Еди́не, све́дый серде́чная. | Непоколебимых и богогласных проповедников, высших из учеников Твоих, Господи, Ты принял в наслаждение благ Твоих и покой; ибо труды их и смерть признал Ты высшими всякой жертвы, Один, знающий то, что в сердцах. |

## Славянские традиции
Петров день — проводы весны (пролетья) и встреча «красного лета». Существовал обычай на Петров день устраивать «гулянки Петровки», водить хороводы и качаться на качелях. Иногда затевали игры с угадыванием: парни ходили среди девушек, закрыв лицо платками. Угадавшей предсказывалось в скором времени сыграть свою свадьбу. В Заонежье последний раз на «летних» святках проказили по деревне и гадали.
Вместе с праздниками Аграфены Купальницы и Ивана Купалы Петров день составляет единый праздничный цикл, знаменующий полный расцвет природных сил.